# ريشارد جوردن

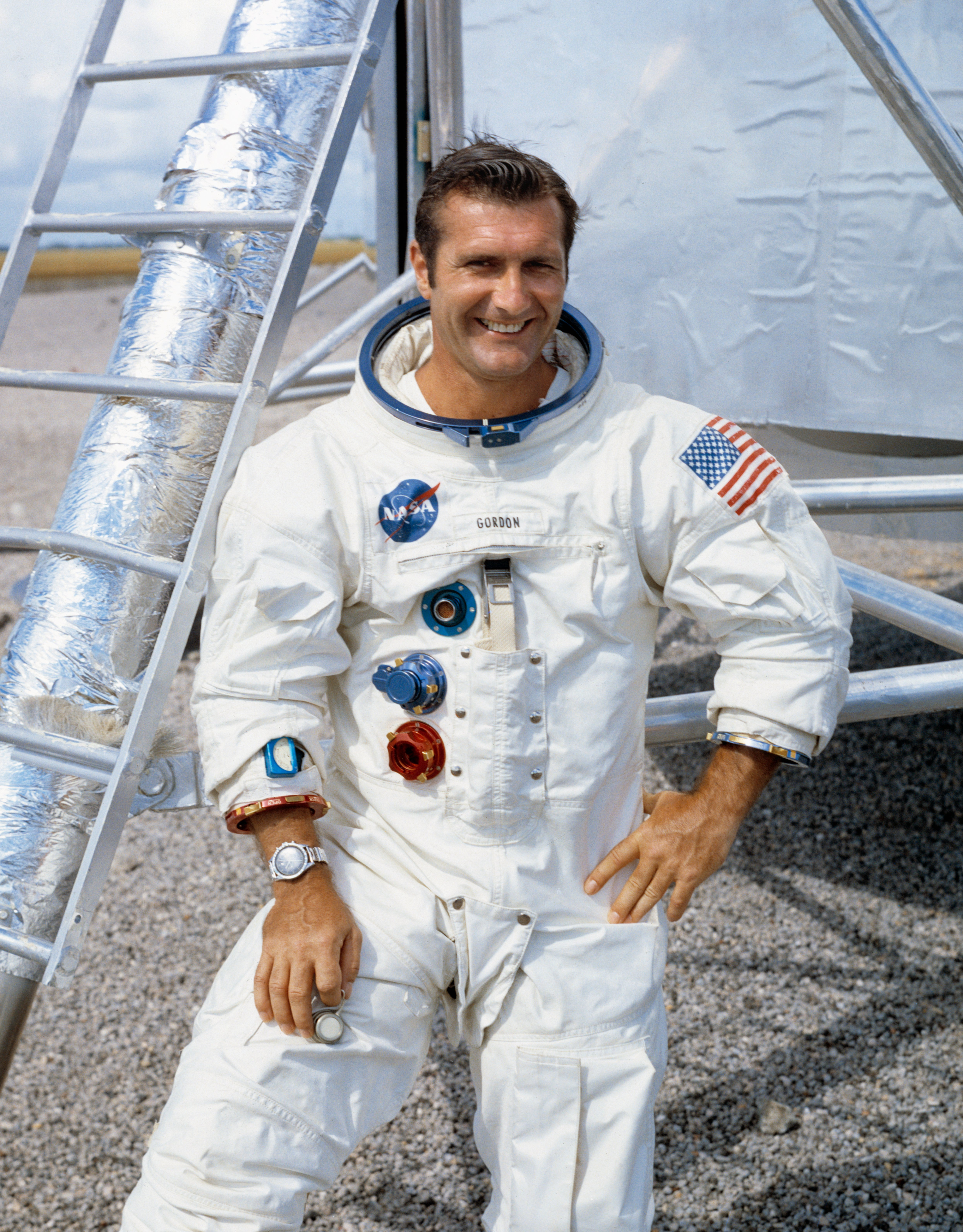

ريشارد جوردن  (بالإنجليزية: .Richard F. Gordon Jr)‏‏ (5 أكتوبر 1929 - 6 نوفمبر 2017) هو أحد رواد الفضاء الأمريكيين الذين قاموا ببعثات للهبوط على القمر خلال البرنامج أبولو. ولد ريشارد جوردن في 5 أكتوبر 1929 في مدينة سياتل بولاية واشنطن في الجزء الغربي من الولايات المتحدة الأمريكية. قاد جوردن طاقم بعثة أبولو 12 إلى القمر، وهي ثاني رحلة يهبط فيها الإنسان إلى سطح القمر وكان جوردن هو ثالث إنسان تطأ أرجله سطح القمر، وتبعه زميله في هذه الرحلة ألان بين وهو بذلك رابع إنسان يمشي على سطح القمر، كان ذلك في نوفمبر 1969 أي أربعة أشهر بعد هبوط نيل أرمسترونج وزميله بز ألدرن إلى سطح القمر.

## اقرأ أيضاً
- مايكل كولينز
- ديفيد سكوت
- جون يونغ
- ألان بين
- شالز كونراد
- أبولو 8
- أبولو 10
- أبولو 11
- أبولو 16
- أبولو 17

## وصلات خارجية
- ريشارد جوردن على موقع IMDb (الإنجليزية)
- ريشارد جوردن على موقع الموسوعة البريطانية (الإنجليزية)
- ريشارد جوردن على موقع مونزينجر (الألمانية)
- ريشارد جوردن على موقع قاعدة بيانات الفيلم (الإنجليزية)

- Homepage von Richard Gordon
- NASA-Biographie
- Une biographie officielle sur le site de la NASA
- Un résumé précis des vols effectués